# Ievgueni Roïzman
Pour les articles homonymes, voir Rojzman.
Ievgueni Vadimovitch Roïzman (en russe : Евге́ний Вади́мович Ро́йзман), né le 14 septembre 1962 à Sverdlovsk, est un homme politique russe et ancien maire de Iekaterinbourg.

## Carrière politique
De décembre 2003 à décembre 2007 il est député à la Douma de la fédération de Russie, représentant une circonscription de l'oblast de Sverdlovsk.
À l'été 2012, le milliardaire Mikhaïl Prokhorov lance un nouveau parti politique, nommé « Plateforme civique ». Le 8 septembre 2013, Evgueni Roïzman, opposant à Vladimir Poutine et soutenu par la Plateforme civique, est élu maire de Iekaterinbourg, quatrième ville du pays.
Cette fonction est essentiellement représentative — le pouvoir exécutif est détenu par le directeur municipal non élu de Iekaterinbourg — mais l'élection a été chaudement disputée. Le principal rival de Roïzman, Iakov Siline du parti Russie unie, obtient 29 % alors que Roïzman en obtient 33 %.
La candidature de Roïzman à l'élection de gouverneur en 2017 est jugée invalide, vraisemblablement sur ordre du Kremlin.
Début avril 2018, malgré les protestations de milliers de citoyens, l'élection du maire de Iekaterinbourg est supprimée et remplacée par la nomination d'un maire proposé par une commission parlementaire. Roïzman refuse de signer cette réglementation et démissionne.
Le 24 août 2022, Evvgueni Roïzman est arrêté pour « discréditation » de l’armée. Une perquisition a lieu mais son avocat s'est vu refuser par la police l'entrée de l'appartement. Selon une source policière citée par l'agence officielle TASS, l’enquête est ouverte en raison d’une vidéo dénonçant l’offensive russe en Ukraine, qui a été publiée par l'opposant sur sa chaîne YouTube. Roïzman a déjà été condamné à trois amendes pour avoir condamné l’offensive en Ukraine.